# Хаттори Хандзо
Хаттори Хандзо (яп. 服部 半蔵 Хаттори Хандзо:, 1542 — 23 декабря 1596), также известный как Хаттори Масанари (яп. 服部 正成) — самурай и полководец эпохи Сэнгоку, глава рода ниндзя из провинции Ига. Во многих современных произведениях его изображают как самого великого ниндзя.
Наследственный вассал рода Мацудайра, впоследствии известного как род Токугава. Служил Токугаве Иэясу в войнах становления сёгуната. За свирепость в бою получил прозвище Они Хандзо (яп. 鬼半蔵 Они Хандзо:). Не следует путать с другим известным самураем, служившим Токугаве — Ватанабэ Морицуной по прозвищу Копьё Хандзо (яп. 槍半蔵 Яри Хандзо:).

## Биография
Отец Хандзо, Хаттори Ясунага, был ниндзя из провинции Ига. Хотя Хандзо родился и вырос в провинции Микава, он много жил и в Иге. Хандзо считался отличным фехтовальщиком, копейщиком и военным тактиком. В 16 лет впервые принял участие в боевых действиях, в ночном нападении на замок Удо. Участвовал в битвах при Анэгаве (1570) и при Микатагахаре (1572), но его самый ценный вклад в дело Токугавы был после смерти Оды Нобунаги в 1582 году. После переворота Токугаве пришлось срочно бежать из Осаки в Микаву; Хандзо посоветовал маршрут через горы Иги, так как был уверен, что сможет убедить местных ниндзя помочь Токугаве. Ночью он развёл сигнальные костры на горе и уже к утру собрал небольшой отряд ниндзя из Иги и Коги. Это позволило отряду Токугавы успешно добраться до Микавы и не попасться войскам Акэти Мицухидэ. В 1590 году Токугава переехал в Эдо (будущий Токио), и Хандзо был назначен командиром отряда из 200 ниндзя из Иги, который охранял задние ворота замка.
Хаттори Хандзо умер своей смертью в 1596 году в возрасте 55 лет. Его наследником стал восемнадцатилетний старший сын, тоже по имени Масанари, но в написании другими иероглифами (正就). Масанари-младший получил звание «Ивами-но-Ками», и его люди служили в качестве охранников замка Эдо.
Наследие Хандзо — Ворота Хандзо (яп. 半蔵門 Хандзо:мон) Императорского (бывшего сёгунского) дворца в Токио и линия токийского метро Хандзомон, которая проходит от центрального Токио в юго-западном направлении и названа в честь дворцовых ворот. Хандзо похоронен на кладбище основанного им же храма Сайнэн (яп. 西念寺) в Синдзюку в Токио. В храме также хранятся его любимые копья и его парадный шлем.